# Iltico
Iltico es una localidad argentina ubicada en el Departamento Chicligasta de la Provincia de Tucumán. Se encuentra 6 km al oeste de Concepción, sobre la Ruta Provincial 365, que la comunica con Concepción y al oeste con Alpachiri. Administrativamente depende del municipio de Concepción desde mediados de los años 1980, aunque cuenta con un delegado municipal de Alpachiri.
La localidad está compuesta en mayor parte por casas viejas pertenecientes al ingenio La Corona. En 1981 un puente destruyó un puente sobre el río Chirimayo, que permitía una comunicación más fluida con el centro de Concepción, el cual recién comenzó a ser reparado en 2006. La villa no cuenta con cloacas, servicio de gas natural, pavimento,alumbrado público adecuado ni espacios verdes. Sus habitantes trabajan por lo general en la cosecha de limón, papa y caña de azúcar.

## Población
Cuenta con 466 habitantes (Indec, 2010), lo que representa un descenso del 39% frente a los 765 habitantes (Indec, 2001) del censo anterior.